# 荃灣花園
荃灣花園（英語：Tsuen Wan Garden）是一個位於香港新界荃灣區大窩口的私人屋苑，共有5座幢住宅大廈，發展商為遠東發展。屋苑位於青山公路－荃灣段及關門口街交界，鄰近大窩口站。

## 屋苑特色
荃灣花園位於青山公路－荃灣段開端，附近為大窩口站及巴士站，四通八達。屋苑原址於50至70年代初曾經為大型遊樂場所－荃灣遊樂場。荃灣花園曾經進行大型翻新工程，其中包括將原來以白色及淺棕色為主的大廈外牆翻髹成白、藍、黃三色的現時模樣。以下為各大廈資料：
| 荃灣花園各座資料 | 荃灣花園各座資料 | 荃灣花園各座資料        | 荃灣花園各座資料 | 荃灣花園各座資料 | 荃灣花園各座資料 |
| ---------------- | ---------------- | ----------------------- | ---------------- | ---------------- | ---------------- |
| 期數             | 座號             | 大廈名稱                | 大廈層數         | 單位數目         | 入伙日期         |
| 第一期           | A                | 富貴閣（Fortune Court） | 15（4-18樓）     | 90               | 1980年9月        |
| 第一期           | B                | *榮華閣（Glory Court）  | 15（4-18樓）     | 90               | 1980年9月        |
| 第一期           | C                | 如意閣（Merry Court）   | 15（4-18樓）     | 90               | 1980年9月        |
| 第一期           | D                | 吉祥閣（Lucky Court）   | 15（4-18樓）     | 90               | 1980年9月        |
| 第二期           | E                | 翡翠閣（Jade Court）    | 13（5-17樓）     | 104              | 1982年11月       |

以 * 標示樓宇為2019冠狀病毒病香港疫情中多名確診個案患者居住的大廈

## 交通

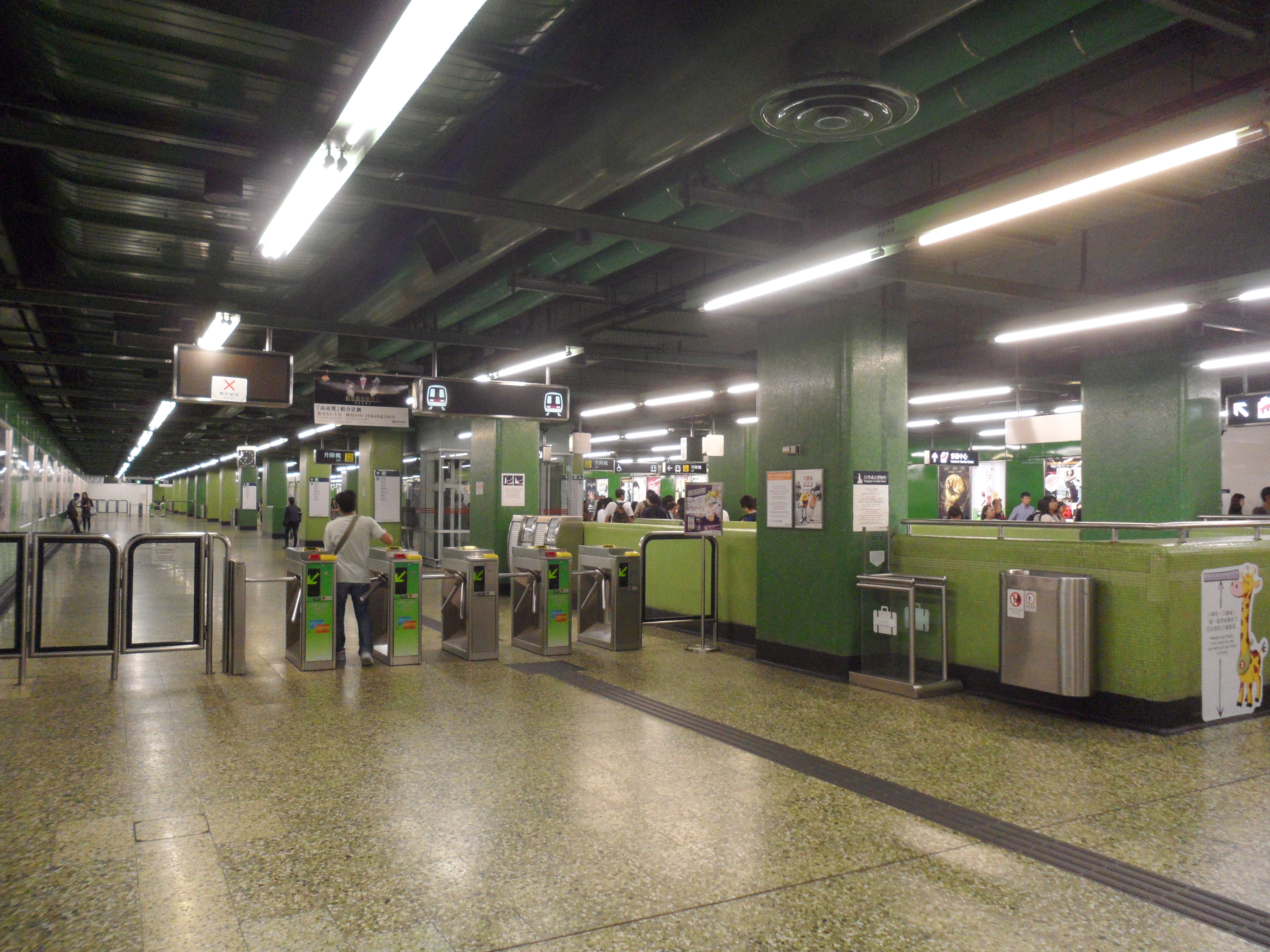
港鐵大窩口站

## 屋苑設施

### 一期
- 購物商場
  - 迪高保龄球场
- 停車場
- 住戶私人平台花園

### 二期
- 商業中心
- 住戶私人平台花園

## 鄰近設施
- 大窩口站
- 悅來酒店
- 富麗花園
- 東亞花園
- 豪輝花園
- 大窩口邨
- 小學
  - 寶血會思源學校
  - 佛教林炳炎紀念學校